# 도성항
도성항은 충청남도 서산시 지곡면 도성리에 있는 어항이다. 2012년 4월 12일 어촌정주어항으로 지정되었다. 관리자는 서산시장이다.

## 어항구역
방파제 시점부에서 남서측 38m지점 (X:377,723.403, Y:147,391.368)에서 N14°W방향으로 176m(X:377,894. 095,Y:147,347.817)이동하고,N34°W방향으로 450m(X:378,268.056,Y:147,097.510)이동하고, N52°E방향으로 100m(X:378,329.057, Y:147,176.750) 이동하고,S32°E방향으로 600m(X:377,819.651, Y:147,493.776)이동하고,이점에서 S14°W방향으로 116m(X:377,706.452, Y:147,465.521)그은선이 해안선과 맞닿는 선내의 공유수면 (62,300m2)